# Moór Emánuel

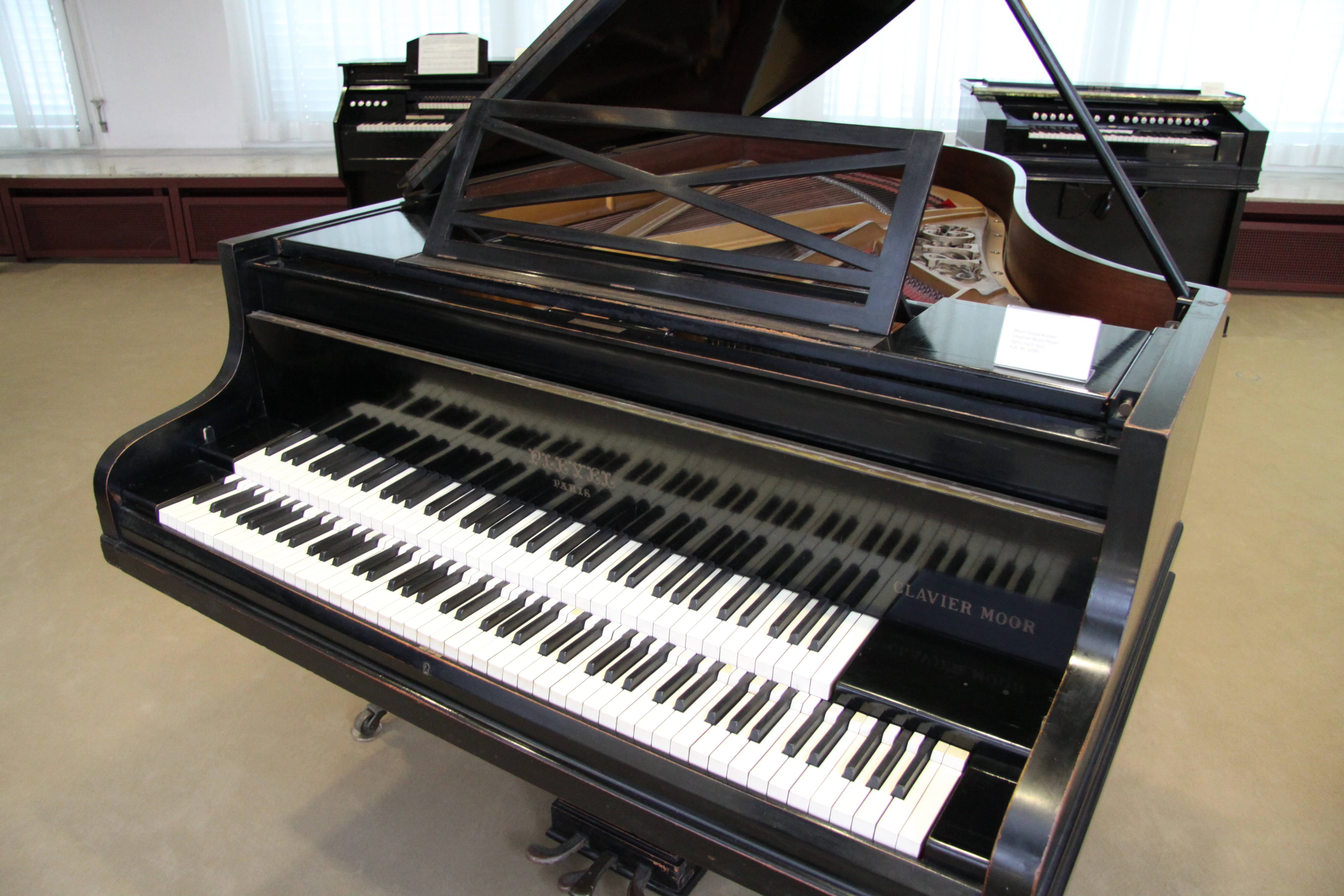
Pianoforte zongorája

Moór Emánuel, Moór Manó (Kecskemét, 1863. február 19. – Mont Pélerin sur Vevey, Svájc, 1931. október 20.) magyar zongoraművész, zeneszerző.

## Élete
Moór Rafael (1831–1924) kántor és Neuman Júlia gyermekeként született német nyelvű polgári zsidó családban. Apja évekig a pécsi izraelita hitközség előimádkozója volt, illetve a kecskeméti hitközség kántora. Zenei tehetsége már fiatalkorában megmutatkozott. Ekkor sajátította el a zsidó liturgia zeneiségét, valamint a zeneelmélet, a zenetörténet és a zongorázás alapjait, melyeket később saját stílusába is beépített. Tizenhárom évesen a prágai konzervatóriumban tanult, ahonnan rövid időre a Bécsi Konzervatóriumba ment. Tanulmányait a budapesti Zeneakadémián Volkmann Róbert növendékeként fejezte be. 
Meghívást kapott Szegedre, ahol három évig tanított a város zeneiskolájában, de tanítói munkája mellett karmesterként és zongoraművészként is fellépett. Miután apját meghívták New Yorkba, egy zsinagóga kántori székébe, ő is vele tartott. Négy hónapon át Lili Lehmann zongorakísérője volt, s ez idő alatt beutazta az Amerikai Egyesült Államokat. Huszonegy éves korában játszotta első saját szerzeményű zongoraversenyét New Yorkban, zenekari kísérettel. 1885 és 1887 között több hangversenyt adott, többek közt Angliában és Németországban. 
Megismerkedett egy gazdag ír kereskedő lányával, Anita Burke-kel, akit 1888-ban feleségül vett. Ekkor kikeresztelkedett a katolikus hitre. Feleségével Londonban telepedett le, ahol hamarosan felhagyott a koncertezéssel, hogy teljes egészében a zeneszerzésnek szentelhesse magát. A 20. század elején Németországba, majd Svájcba költözött. 1929-ben nőül vette Winifred Christie zongoristát és zeneszerzőt.
Nevéhez fűződik a Duplex-Coupler Grand Pianoforte (nevezik még Pleyel-Moór-zongorának) zongora megtervezése, amely azért különleges, mert egymás felett elhelyezett két klaviatúrájával és kettőző pedáljaival segíti a nagyobb ugrások, fogások, oktávfutamok stb. megszólaltatását, valamint új hanghatásokra is lehetőséget nyújt. A hangszert feleségével együtt Budapesten is bemutatták 1928-ban.
Többek közt zenekari műveket (szimfóniák, versenyművek stb.), kamarazenét (vonósnégyes, hegedűszonáták stb.), zongoraműveket, operákat, miséket és dalokat szerzett.

## Művei

### Zenekari művei
- E-moll szimfónia (1894)
- C-dúr szimfónia (1895)
- D-dúr szimfónia (1895)
- B-dúr szimfónia (1898)
- A-dúr szimfónia (1901)
- Rögtönzések zenekarra (1906)
- E-moll szimfónia (1906)
- C-dúr szimfónia (1906)
- Pensées Symphoniqes pour Orchestre (1908)
- A-dúr rapszódia (1909)
- Piéce Symphonique (1909)
- A-dúr szimfónia (1910)

### Operái
- Die Pompadour (Köln, 1902)
- Andreas Hofer (Köln, 1902)
- Hochzeitsglocken (Kassel, 1908)